# 7900 Portule
7900 Portule este un asteroid din centura principală de asteroizi.

## Descriere
7900 Portule este un asteroid din centura principală de asteroizi. A fost descoperit pe 14 februarie 1996 la Cima Ekar de Ulisse Munari și Maura Tombelli. El prezintă o orbită caracterizată de o semiaxă mare de 2,27 ua, o excentricitate de 0,14 și o înclinație de 4,2° în raport cu ecliptica.